# Plaza Séneca
La plaza Séneca es un espacio público situado en el centro de la ciudad de Alicante (España), en el barrio del Ensanche Diputación. Ocupa el solar de la antigua Estación Central de Autobuses, rehabilitada y transformada en espacio cultural y recreativo.

## Historia
El origen de la plaza se remonta a finales del siglo XIX, cuando se proyectó una plaza urbana en el lugar. En la década de 1930, se construyó en su subsuelo un refugio antiaéreo durante la guerra civil española, que permaneció oculto hasta su redescubrimiento en 2015. Posteriormente, entre 1943 y 1949, se edificó la estación Central de autobuses y cuatro bloques de viviendas sociales en la zona. Con el traslado de la estación al puerto en 2011, el espacio quedó en desuso, lo que permitió su transformación en una plaza ajardinada y la rehabilitación del edificio principal como centro cultural.

## Espacio Séneca
El edificio de la antigua estación de autobuses, conocido actualmente como Espacio Séneca, es un centro cultural gestionado por la Concejalía de Cultura del Ayuntamiento de Alicante desde enero de 2021. Cuenta con una superficie de 550 m² y techos de gran altura, lo que lo hace adecuado para albergar exposiciones, eventos de artes escénicas y actuaciones musicales. En su interior se conservan los murales de Gastón Castelló, que representan imágenes de la ciudad y la provincia de Alicante.

## Rehabilitación de la plaza
La transformación de la plaza fue diseñada por el estudio de arquitectura Kauh Arquitectos, que propuso un espacio híbrido entre plaza y parque. El diseño incluye suaves lomas ajardinadas, áreas recreativas para la interacción generacional y un foro para eventos al aire libre. Se reutilizaron materiales procedentes de la demolición de los edificios anteriores y de la excavación para el aparcamiento subterráneo, permitiendo la creación de zonas de arbolado de mayor porte.

## Refugio antiaéreo
Durante las obras de rehabilitación de la plaza, se redescubrió un refugio antiaéreo de la guerra civil española que había sido construido en 1938 y que se creía demolido. El refugio, con capacidad para 1200 personas, cuenta con 51 metros de longitud y 38 cubículos a ambos lados del pasillo central. Su conservación fue posible gracias a que la constructora que edificó la estación en 1947 optó por construir encima del refugio en lugar de demolerlo, lo que permitió su redescubrimiento décadas después.